# マハーダージー・シンディア
マハーダージー・シンディア（マラーティー語：महादजी शिंदे, Mahadaji Scindia, 1727年以降、1729年あるいは1730年 - 1794年2月12日）は、インドのマラーター同盟、シンディア家の当主（在位：1768年 - 1794年）。マードー・ラーオ・シンディア（Madho Rao Scindia）あるいはマードージー・ラーオ・シンディア（Madhoji Rao Scindia）とも呼ばれる。
マハーダージーは第三次パーニーパトの戦いでマラーター同盟が大敗北を喫したのち、18世紀後半のインドにおいて近代化の重要性を理解していた数少ない人物であった。アフガン軍との戦いにおける大敗北から見事立ち上がることに成功し、シンディア家はその治世にマラーター同盟で最も強力な勢力となり、自身はムガル帝国の摂政と軍総司令官として、北インドの覇権を握った。

## 生涯

### 誕生
1729年あるいは1730年、マハーダージー・シンディアは、シンディア家の当主ラーノージー・ラーオ・シンディアの5男として生まれた。生年に関しては諸説あり、1727年以降という点以外はあまりはっきりとしていない。
兄にはジャヤッパージー・ラーオ・シンディア、ダッタージー・ラーオ・シンディア、ジョーティバー・ラーオ・シンディア、トゥコージー・ラーオ・シンディアの4人がいた。このうち、トゥコージー・ラーオは同母兄にあたる人物である。

### 幼少期・青年期と戦いの日々

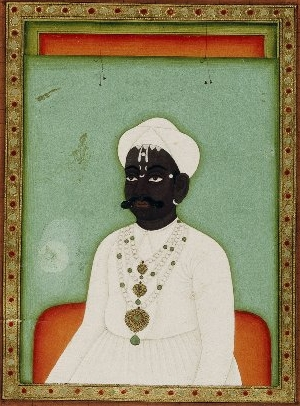
マハーダージー

マハーダージーは10歳のころから父や兄らとともに戦場に出ていたことで知られており、徹底した軍事教育を受けたといわれる。
1742年、マラーター王国の領土にニザーム王国が侵入してきたが、マハーダージーは兄ジョーティバー・ラーオとともにこれに1,500人の軍で立ち向かい、サダーシヴ・ラーオ・バーウの加勢も得てこれを倒している。
1745年から1761年にかけては、マハーダージーはラージャスターン、マールワー、ブンデールカンドを転戦し、その総戦数は50回にも及んだといわれている。そのなかでも、ラージプートに対してマラーターの宗主権を認めさせるためのものが多く、マールワーのホールカル家ともたびたび共闘した。
また、1755年にムガル帝国領のマトゥラーを占領した際、マハーダージーはさまざまな古いヒンドゥー寺院を改築し、サンスクリット語学習のための教育センターも設立した。
1758年1月には、マハーダージーは北インドのグワーリヤルに自身の本拠地を置いている。

### 第三次パーニーパトの戦いと当主位継承

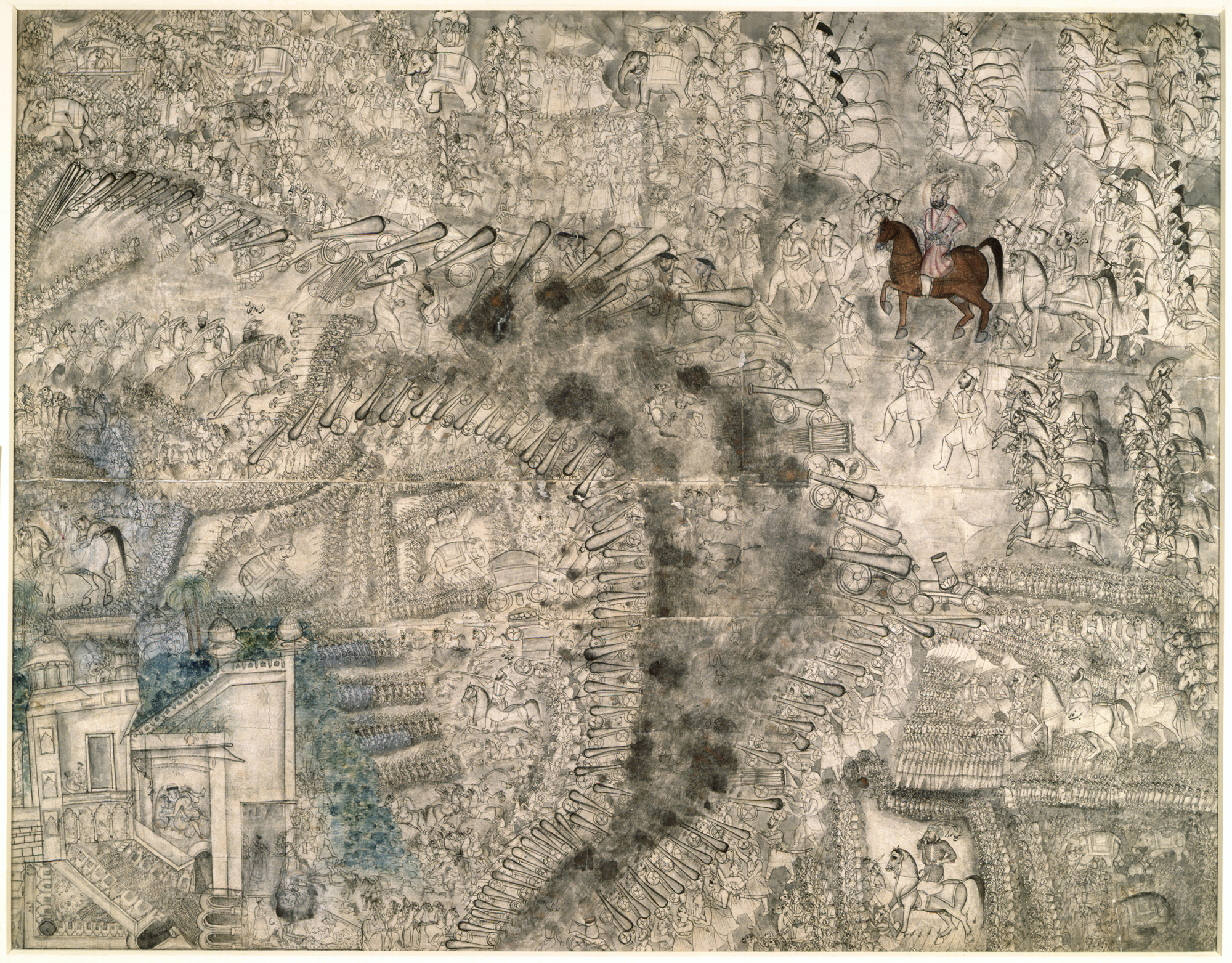
第三次パーニーパトの戦い

1750年代になると、シンディア家、ホールカル両家は、ムガル帝国の皇位継承にまで左右するようになった。当時、アフガニスタンのドゥッラーニー朝に南方からムガル帝国の領土へ頻繁に侵入し、 1757年1月にはデリーを一時占領するなど、北進するマラーター同盟の脅威となっていた。
これに対し、マラーター王国宰相バーラージー・バージー・ラーオは長子ヴィシュヴァース・ラーオと従兄弟サダーシヴ・ラーオ・バーウをデリーに送った。この軍勢にシンディア家の当主ジャンコージー・ラーオ・シンディアとホールカル家の当主マルハール・ラーオ・ホールカルなどの軍勢も加わり、マラーター同盟軍は大軍となった。
そして、1761年1月14日にマラーター同盟軍とアフガン軍が激突し、大敗して数万人の犠牲者を出した（第三次パーニーパトの戦い）。マハーダージーは戦いに参加していたが、1月7日の戦いで重傷を負い、戦場から逃げていたため無事で済んだ（とはいえ、兄のトゥコージー・ラーオは同日の戦闘で死亡している）。
また、1月14日の戦闘ではシンディア家の当主ジャンコージー・ラーオも殺害されている。これにより、シンディア家の当主位は三年間空位が続いたが、プネーの宰相府からは事実上独立し、その統制から外れて行動するようになった。
この間、1765年にマハーダージーは当時グワーリヤルを支配していたゴーハドのラージャからグワーリヤルを奪い、その支配権を押収して自らの領土とした。
そして、1768年1月18日、マハーダージーは正式に当主位を継承し、ここから彼の北インドへの進撃が始まるところとなる。

### デリー入城とムガル帝国との協定

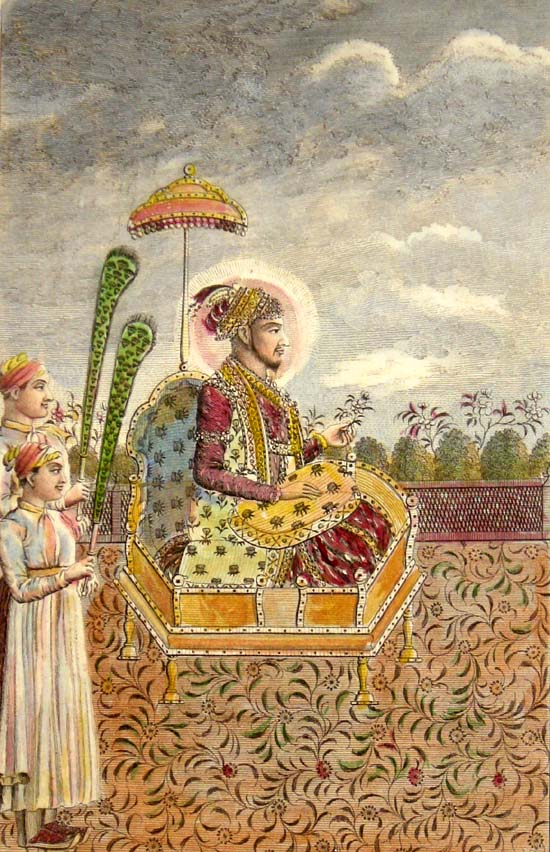
シャー・アーラム2世

さて、ムガル帝国の皇帝シャー・アーラム2世は1765年以降、イギリスがその後見人になり、皇帝シャー・アーラム2世は完全に年金生活者化し、アラーハーバードの居城で生活していた。
しかし、1768年にシャー・アーラム2世のためデリーの宮廷を守っていたナジーブ・ハーンが、健康上の衰えを理由にデリーから追放されてしまった。皇太后や家族から頻繁に来る手紙により、シャー・アーラム2世は憂慮が深まったが、イギリスの助力はあてにならなかった。
一方、1769年末以降、王国宰相マーダヴ・ラーオはデリーに向けて5万人の兵をもって遠征に来ると、マハーダージーも加わった。約一年間を通して行われたこの遠征で、北インド一帯のアフガン勢力に攻撃が行われ、その制圧に成功した。
そして、1771年2月10日、マハーダージーはその過程でデリーを占領し、事実上北インドの支配者となった。そのため、彼は皇帝シャー・アーラム2世に協定を持ちかけ、シャー・アーラム2世はこれを喜んで受け入れ、1772年1月にデリーへ帰還することとなった。
同年、マハーダージーは北インドのローヒルカンド地方へと進出し、アワド太守シュジャー・ウッダウラを圧迫するに至った。そのため、シュジャー・ウッダウラはブクサールの戦い以降、かねてから従属を強めていたイギリス東インド会社に援助を求めざるを得なかった。

### 第一次マラーター戦争とサールバイ条約の締結

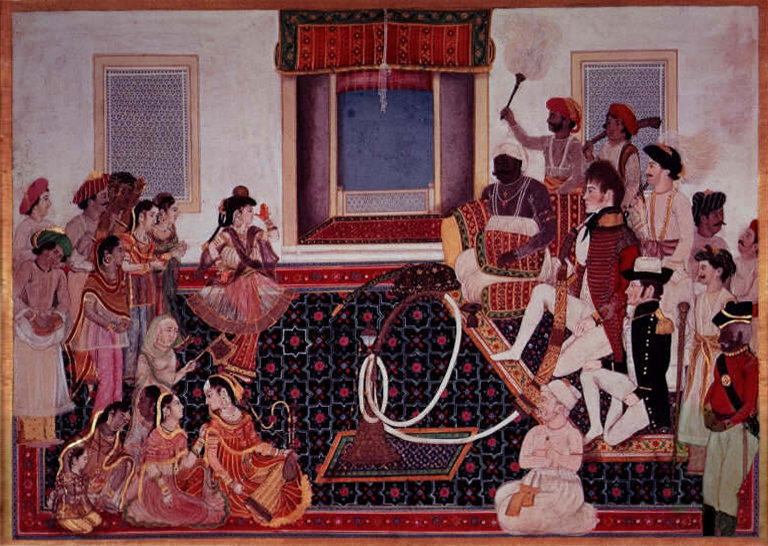
マハーダージーとイギリス人官吏

デリーを掌握したのもつかの間、1772年11月に宰相マーダヴ・ラーオが死亡すると、マラーター王国の宰相府では宰相位をめぐり内乱が起こり、1773年8月にナーラーヤン・ラーオが殺害された。
その後、その叔父ラグナート・ラーオが後を継いだが、1774年4月にナーラーヤン・ラーオの未亡人が息子マーダヴ・ラーオ・ナーラーヤンを生んだため、ラグナート・ラーオは宰相位を追われた。
1775年3月、ラグナート・ラーオは、幼い宰相マーダヴ・ラーオ・ナーラーヤンを擁するナーナー・ファドナヴィースを打倒するため、イギリスとスーラト条約を結び、第一次マラーター戦争が勃発した。
マハーダージーは前者に味方し、1779年1月にトゥコージー・ラーオ・ホールカルなどとともにヴァドガーオンでイギリスの支援を得たラグナート・ラーオを破っている（ヴァドガーオンの戦い）。
そして、1782年5月17日にマハーダージーはイギリスとの間にサールバイ条約を締結し、第一次マラーター戦争は終結した。

### ムガル帝国の実権掌握

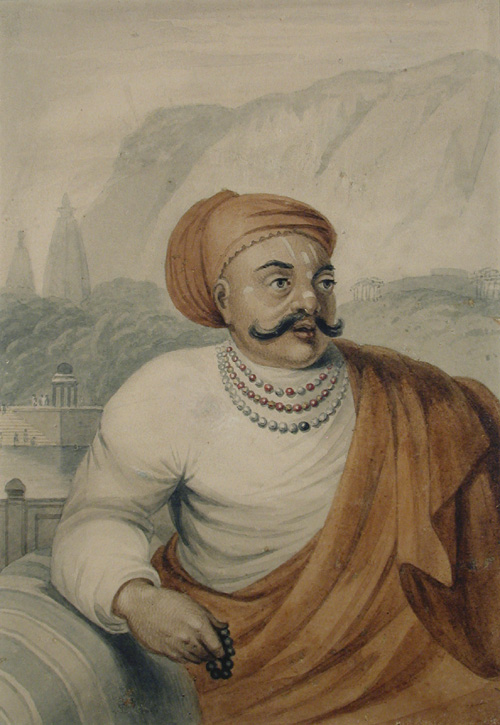
マハーダージー

マハーダージーがデリーを離れている間、ミールザー・ナジャフ・ハーンがムガル帝国の再建に尽力したが、同年4月28日に彼が死ぬと、その副官4人によるその地位を引き継ごうとして争った。
マハーダージーも第一次マラーター戦争が終結したことによりこの争いに介入し、ミールザー・ナジャフ・ハーンの副官4人の争いを制圧し、ムガル帝国の情勢を安定化させた。
そして、マハーダージーは皇帝シャー・アーラム2世にその功績を認められ、1784年12月4日にムガル帝国の摂政（ヴァキーレ・ムトラク）と軍総司令官（アミールル・ウマラー）に命じられることとなり、その権威は北インド一帯に轟くこととなった。だが、彼がヒンドゥー教徒であるにもかかわらず、帝国の摂政と軍総司令官になったことは、宮廷のイスラーム教徒の怒りと不満を買い、またマラーター同盟とイギリスとの対立も不可避なものとし。
この頃になると、マハーダージーはラージプート諸王国へと侵攻し、中央インドのボーパールなど諸国からは貢納させていた。また、領土を接するホールカル家とも紛争を繰り返し、その当主アヒリヤー・バーイー・ホールカルとの険悪だった。

### デリーからの撤退と復権

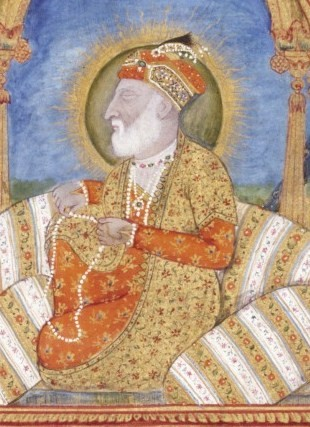
盲目にされたシャー・アーラム2世

1787年7月、マハーダージーはラージャスターンのラールソートでラージプートの連合軍に敗北し（ラールソートの戦い）、その責任を追及されたため、彼の権力が弱まることとなった。ヒンドゥー教徒が宰相であることに対して憤慨していたムスリムがその排斥に終結することとなり、彼の立場は弱まりデリーから撤退した。
そして、同年7月18日にアフガン系ローヒラー族の族長グラーム・カーディル・ハーン（ナジーブ・ハーンの孫）がその空白を狙ってデリーを占領し、皇帝シャー・アーラム2世やその家族に対して凄惨な暴行を加え続ける事件が起きた。
しかし、2ヶ月後、グラーム・カーディル・ハーンの軍に食糧不足が起こったため、10月2日に彼は略奪した2億5000万ルピーもの財宝とともにデリーから撤退した。マハーダージーはこれを見て、翌日にローヒラー族の軍と入れ替わる形で、軍勢とともにデリーに入った。
マハーダージーはローヒラー族の軍を追撃し、略奪した財宝は帝国に返却し、1789年3月にグラーム・カーディル・ハーンも捕えられたのち殺害された。
こうして、マハーダージーはデリーに復権したばかりか、ムガル帝国の庇護者として、帝国の運命さえも左右するようになっていたのである。

### 晩年と死

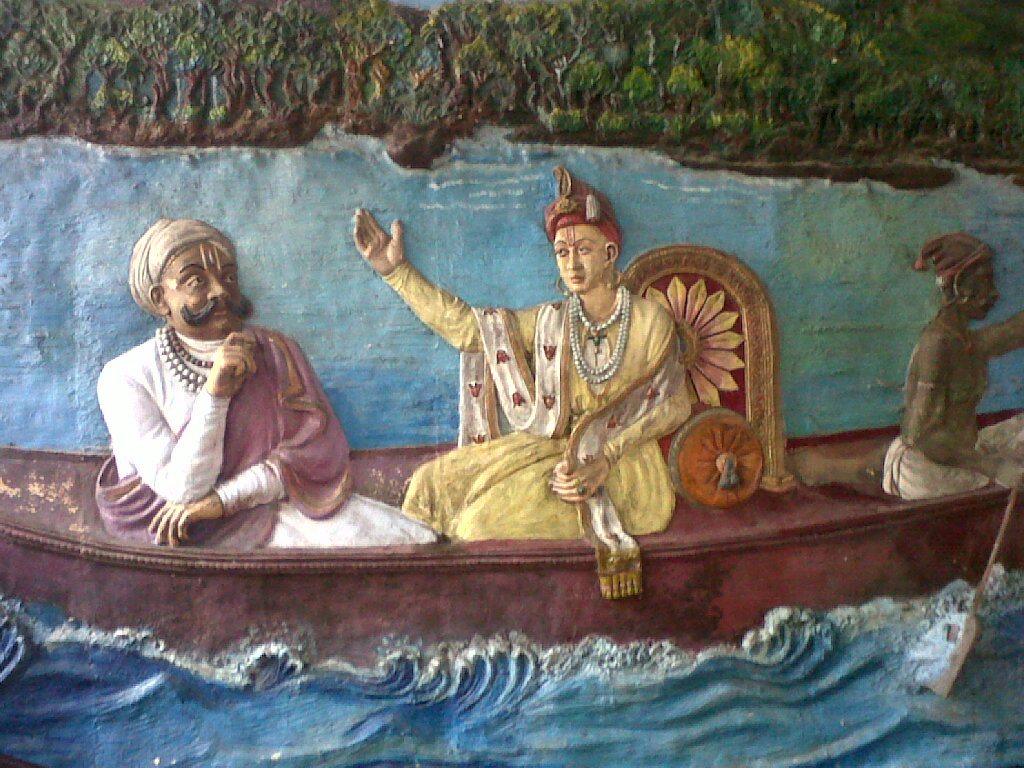
マハーダージーとマーダヴ・ラーオ・ナーラーヤン

1790年6月20日には、マハーダージーはパータンの戦いで、グラーム・カーディル・ハーンの同盟者だったイスマーイール・ベグとラージプート諸王国の軍を破り、ラージャスターンの大部分を制圧した。
同年9月9日、マハーダージーは皇帝シャー・アーラム2世に自分が北インドにおける同盟の宰相の代理であることに認めさせ、宰相マーダヴ・ラーオ・ナーラーヤンを皇帝代理人に任じさせた。とはいえ、ナーナー・ファドナヴィースとの関係は相当悪く、宰相府における権力闘争では、ナーナー・ファドナヴィースに敵対する派閥に肩入れしていたことが知られている。
1792年にマイソール戦争が終了すると、マイソール王国のティプー・スルターンに対してのイギリス、マラーター王国、ニザーム王国の三者同盟が結成されたが、マハーダージーはその影響力でこれの切り崩しに成功した。
1793年6月1日、シンディア家の軍はトゥコージー・ラーオ・ホールカルの率いるホールカル家の軍をラーケーリーで破り（ラーケーリーの戦い）、北インドにおける優位を示している。
その後、マハーダージーはニザーム王国との戦いのためにデカンへと南進したが、1794年2月12日にプネーの近郊で死亡した。かくして、人生の大半を戦いに生きたこの戦士の生涯は幕を閉じた。彼には息子がおらず、養子としていた15歳の少年ダウラト・ラーオ・シンディアがその後を継いだ。
1795年3月、ダウラト・ラーオも参加したカルダーの戦いで、マラーター軍はニザーム軍に対して決定的な勝利を収めた。だが、マハーダージーの死はシンディア家の栄光の時代の終焉も意味していた。こののち、シンディア家はホールカル家に敗北し、さらには第二次マラーター戦争においても敗北するなど、弱体化の運命を避けることはできなかった。

## ギャラリー
- ラーノージー・ラーオ・シンディア
- マハーダージー・シンディア
- マハーダージー・シンディア像
- シンデー・チャトリー
- ダウラト・ラーオ・シンディア